# Pueblo checo
Los checos (en checo: Češi) son un pueblo eslavo occidental, que habita principalmente en República Checa, en la Europa Central, donde forman la mayoría de la población. Otros asentamientos importantes en Europa son sus países vecinos: Alemania, Eslovaquia y Austria. La diáspora en otros continentes tiene su mayor influjo en Norteamérica, principalmente Estados Unidos y Canadá. Hablan el idioma checo, que está estrechamente emparentado con el eslovaco y el polaco.
Los checos descienden de las tribus eslavas que llegaron a las regiones de Bohemia, Moravia y Silesia a partir del siglo VI, durante las grandes migraciones eslavas. Las leyendas mencionan al jefe mítico Čech, que habría conducido a su pueblo a Bohemia, dando su nombre al pueblo, el idioma y el nombre checo de Bohemia (Čechy); y a Přemysl, ancestro mítico de la dinastía Přemyslida que gobernó Bohemia entre los siglos IX y XIII.
La nación checa moderna se formó en el siglo XX donde se impulsó el concepto lingüístico de la nación (particularmente promovido por Jungmann), es decir, alguien que tiene idioma checo como primer idioma, de forma natural o por elección". (Es por eso que a menudo se los considera checos a Ján Kollár o Vojtěch Šafařík) y no así a algunos checos nativos (que hablan principalmente alemán o inglés) – que incluyen a la Secretaria de Estado de Estados Unidos Madeleine Albright, el fundador del psicoanálisis Sigmund Freud, el fundador de la genética Gregor Mendel, el lógico-matemático Kurt Gödel o el filósofo Ernst Mach por mencionar algunos. 
En el pais en 2021, el 83,8 % de quienes respondieron a la pregunta de nacionalidad declararon la checa, el 5,0 % la morava y el 0,2 % la silesia. Entre las demás nacionalidades, las declaradas con mayor frecuencia fueron la eslovaca (1,3 %), la ucraniana (1,1 %) y la vietnamita (0,4 %).
Responder a la pregunta de nacionalidad fue voluntario: el 31,6 % de las personas no la respondió, en comparación con el 25,3 % del censo de 2011.

## Etimología
El grupo étnico checo es parte del subgrupo eslavo occidental del grupo etnolingüístico eslavo más grande. Los eslavos occidentales tienen su origen en las primeras tribus eslavas que se asentaron en Europa Central después de que las tribus germánicas orientales abandonaran esta zona durante el período de migración. La tribu eslava occidental de checos se asentó en el área de Bohemia durante el período de migración y asimiló a las poblaciones celtas y germánicas restantes.
Los checos están estrechamente relacionados con los vecinos eslovacos (con quienes constituyeron Checoslovaquia entre 1918 y 1992). Las lenguas checo-eslovacas forman un dialecto continuo en lugar de ser dos lenguas claramente distintas. Se observa que la influencia cultural checa en la cultura eslovaca ha sido mucho mayor que al revés. El pueblo checo (eslavo) tiene una larga historia de coexistencia con el pueblo germánico. En el siglo XVII, el alemán reemplazó al checo en la administración central y local; Las clases altas de Bohemia y Moravia se germanizaron y adoptaron una identidad política (Landespatriotismus), mientras que la identidad étnica checa sobrevivió entre las clases baja y media-baja. El renacimiento nacional checo tuvo lugar en los siglos XVIII y XIX con el objetivo de revivir el idioma, la cultura y la identidad nacional checos. Los checos fueron los iniciadores del paneslavismo.
El etnónimo checo (arcaico Čechové) era el nombre de una tribu eslava en Bohemia central que sometió a las tribus circundantes a fines del siglo IX y creó el estado checo/bohemio. Se desconoce el origen del nombre de la tribu en sí. Según la leyenda, proviene de su líder Čech, quien los trajo a Bohemia. La investigación considera a Čech como un derivado de la raíz čel- (miembro del pueblo, pariente). El etnónimo checo fue adoptado por los moravos en el siglo XIX.

## Genética

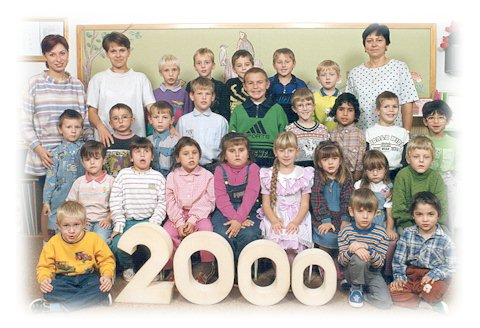
Personas de Chequia en el 2000

Los checos, como la mayoría de los europeos, descienden en gran medida de tres linajes distintos: cazadores-recolectores mesolíticos, descendientes de una población de Cromañón que llegó a Europa hace unos 45 000 años, agricultores neolíticos que emigraron de Anatolia durante la revolución neolítica hace 9000 años, y los pastores esteparios de Yamnaya que se expandieron a Europa desde la estepa póntico-caspio en el contexto de las migraciones indoeuropeas hace 5000 años.
La población de las tierras checas ha sido influenciada por diferentes migraciones humanas que atravesaron Europa a lo largo del tiempo. En sus haplogrupos Y-DNA, que se heredan a lo largo de la línea masculina, los checos han mostrado una mezcla de rasgos de Europa occidental y oriental. Según un estudio de 2007, el 34,2% de los hombres checos pertenecen a R1a. Dentro de la República Checa, la proporción de R1a parece aumentar gradualmente de oeste a este. Según un estudio de 2000, el 35,6 % de los hombres checos tienen el haplogrupo R1b, que es muy común en Europa occidental entre las naciones germánicas y celtas, pero es raro entre las naciones eslavas. Un estudio de ADNmt de 179 individuos de Bohemia occidental mostró que el 3 % tenía linajes de Eurasia oriental que quizás entraron en el acervo genético a través de la mezcla con las tribus nómadas de Asia central a principios de la Edad Media. Un grupo de científicos sugirió que la alta frecuencia de una mutación genética que causa fibrosis quística en las poblaciones celtas y centroeuropeas (incluida la República Checa) respalda la teoría de cierta ascendencia celta entre la población checa.